# Parc de l'Etna
Le parc de l'Etna, en italien Parco dell'Etna, en sicilien Parcu di l'Etna, est un parc naturel régional d'Italie situé en Sicile et couvrant l'Etna.